# Trox foveicollis
Trox foveicollis är en skalbaggsart som beskrevs av Edgar von Harold 1872. Trox foveicollis ingår i släktet Trox och familjen knotbaggar. Inga underarter finns listade i Catalogue of Life.

## Bildgalleri

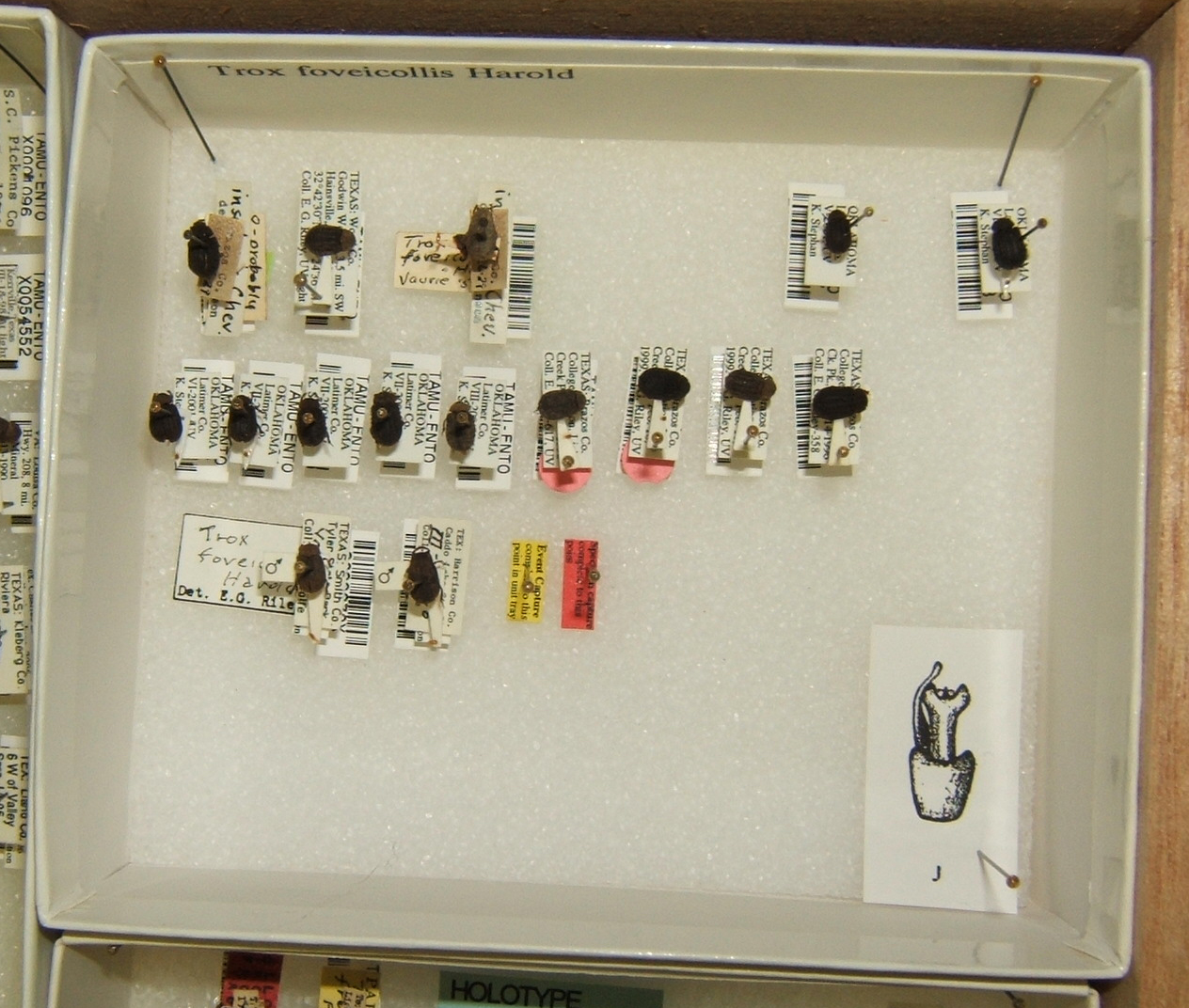